# Andrew Jackson Downing
Andrew Jackson Downing (30. oktober 1815 – 28. juli 1852) var forfatter og regnes desuden som den første amerikanske landskabsarkitekt. Han var en fremtrædende fortaler for den gotiske stil i USA kaldet Carpenter Gothic.